# Мулова черепаха ялісконська
Мулова черепаха ялісконська (Kinosternon chimalhuaca) — вид черепах з роду Американські мулові черепахи родини Мулові черепахи.

## Опис
Загальна довжина карапаксу досягає 15,7 см. У самців більша голова, коротший пластрон, довший хвіст, ніж у самиць. Голова середнього розміру. На шиї присутні 1—4 пари вусиків. Карапакс подовжений, овальної форми, з 3 дуже слабко вираженими кілями. Пластрон досить маленький (у самців він менше, ніж у самиць й молодих черепах) і залишає відкритою шкіру. На пластроні є одна шарнірна зв'язка, що дозволяє панциру трохи закриватися. На кінці хвоста — шип.
Голова зверху коричнева з безліччю жовтих або помаранчевих цяток, знизу — світло—сіра або кремова чи коричнево—жовта з або без темних плям. Щелепи жовті, сірі або коричневі. Також у самців на щелепах темні смужки. У молодняку є жовта смуга на голові, що йде від орбіти очей до нижньої щелепи. Шия, кінцівки та хвіст зверху коричневі й кремові або жовті знизу. Колір карапакса коливається від жовто—коричневого до коричневого або оливкового часто з плямами темного пігменту. Пластрон і вузька перетинка жовтого або коричневого кольору з темними плямами. Яскравість забарвлення може змінюватися в залежності від місця поширення.

## Спосіб життя
Полюбляє чисті ставки з рясною водною рослинністю, болота і водойми з багнюкою. Харчується молюсками, комахами, водними рослинами, ракоподібними, детритом.
Самиці стають статевозрілими при розмірі карапаксу більше 10 см, у віці 7—8 років, самці — у 5—7 років при довжині 100–105 мм. Самиця відкладає 2—5 подовжених яєць розміром 33,4 мм завдовжки і 17,5 мм завширшки.

## Розповсюдження
Мешкає уздовж Тихоокеанського узбережжя південної Мексики в Яліско і Коліма від півдня сусідньої Чамели і на схід до Ріо Чіуатлан.